# Ilja Osipow
Ilja Timofiejewicz Osipow (ros. Илья Тимофеевич Осипов, ur. 1922 we wsi Sarykowo obecnie w rejonie krasnogorskim w Kraju Ałtajskim, zm. w styczniu 1944 na Ukrainie) – radziecki żołnierz, czerwonoarmista, Bohater Związku Radzieckiego (1944).

## Życiorys
Urodził się w rodzinie chłopskiej. Skończył 5 klas szkoły we wsi Tajna w rejonie krasnogorskim. Po śmierci rodziców mieszkał u starszej siostry we wsi Turoczak, skończył 8 klas szkoły w Gornoałtajsku, po czym pracował w sowchozie. W grudniu 1941 został powołany do Armii Czerwonej, od września 1942 uczestniczył w wojnie z Niemcami. Walczył na Froncie Dońskim (od września 1942 do maja 1943), Woroneskim (od maja do października 1943) i 1 Ukraińskim (od października 1943). Jako żołnierz 134 samodzielnego zmotoryzowanego batalionu mostowo-pontonowego 6 Brygady Mostowo-Pontonowej 40 Armii 27 sierpnia 1943 brał udział w budowaniu mostu przez Worsklę podczas forsowania tej rzeki niedaleko Ochtyrki; miał wówczas spędzić w wodzie 10 godzin budując most, mimo niemieckich nalotów. 28 i 29 sierpnia 1943 dowodził grupą żołnierzy instalujących umocnienia mostu w wodzie. 25 września 1943 brał udział w forsowaniu Dniepru w rejonie kaharłyckim w obwodzie kijowskim i w budowaniu molo na rzece pod ogniem wroga; miał wówczas spędzić podczas tej budowy ponad 2,5 godzin w wodzie, a następnego dnia ponad 3 godziny, pomagając ratować prom zatopiony przez Niemców. Został za to odznaczony orderem. Później miał w ciągu jednej doby wykonać promem 15 kursów przez Dniepr, przewożąc przez rzekę czołgi i artylerię. W styczniu 1944 podczas walk zaginął bez wieści.

## Odznaczenia
- Złota Gwiazda Bohatera Związku Radzieckiego (10 stycznia 1944[2])
- Order Lenina (10 stycznia 1944)
- Order Czerwonej Gwiazdy (5 października 1943)
- Medal za Odwagę (11 września 1943)